# ジョイマン (お笑いコンビ)
ジョイマンは、吉本興業（東京本社）所属のお笑いコンビ。2003年4月結成。NSC東京校8期生。

## メンバー
神奈川県横浜市青葉区青葉台（出生当時は緑区青葉台）出身。
高木 晋哉（たかぎ しんや、1980年8月18日（44歳） - ）ボケ担当、立ち位置は向かって左。
- 桐蔭学園高等学校卒業、早稲田大学教育学部国語国文学科中退。
- 身長178cm、体重65kg、血液型A型。
- 眼鏡をかけている。胸など体毛が濃い。頭髪はやや薄い。
- 風貌や頭髪が田中卓志に似ており、出演者からネタにされる事が多い。本人達もこれを意識してか田中が高木のものまねをしたり、『爆笑レッドカーペット』（フジテレビ）の「コラボカーペット」でも度々アンガールズと共演（山根良顕も含めて3人の高木が登場）する。
- 一浪して早稲田大学教育学部国語国文学科へ入学するも、3年で中退[1]。本人曰く大学受験で燃え尽き、在学3年間で取得単位はバスケットボールの2単位のみだという[1]。大学では小島よしおと同期入学だった（小島も一浪）[2]。大学を中退した直後に親には「出て行け」と言われ[3]、数年にわたって勘当状態だった[1]。今ではお笑いの活動に理解を示しているという。
- 又自他ともに認めるラップの天才で世界一のラッパーという説もある。イギリスではその才能が認められ、「Jamping Jap」（跳ねる日本人）と言われている[4]。
- 2010年3月23日、入籍。現在は高木の自宅に同期の伊藤こう大（こりゃめでてーな）が居候している。
- 2011年3月2日、自身の公式YouTubeにて重大発表と称して子供が出来た事を発表。6月11日に、第一子（女児）誕生。自身のラップネタ「ナナナナー、ナナナナー」にちなんで“南奈”と名付けた[5]。
- 年々、跳躍力が上がっており、近年は2007年のブレイク時とは比べ物にならない程の高さを叩き出す[6]。なお、ラップのキーもブレイク時と比べると上がっている。
- 衣装の白いワイシャツは2000年代半ばの平井堅をイメージしている。[7][8]

池谷 和志（いけたに かずゆき、1981年2月18日（44歳） - ）ツッコミ担当、立ち位置は向かって右。
- 日体荏原高等学校中退。
- 身長168cm、体重67kg、血液型A型。
- 情報番組『とくダネ!』（フジテレビ）にゲスト出演した際、一般人から「ジョイマンのジョイマンじゃない方」と呼ばれることが多いというエピソードを話している。また、これに対して高木は「ジョイマンのジョイマンの方」と別の番組で呼ばれたことがある。
- その後、『アメトーーク!』（テレビ朝日）の「ザキヤマ&フジモンがパクりたい－1グランプリ」（2014年12月30日）で藤本敏史（FUJIWARA）に「なんだこいつ～!」をパクられてからは、「なんだこいつ～!の方」として認知されるようになった。
- 安田美沙子の大ファン。
- 2020年9月2日、結婚[9][10]。
- バラエティ番組『有吉ゼミ』（日本テレビ）デカ盛りチャレンジで完食するなど、大食いの才能を発揮している[11][12]
- 2022年6月16日、ラジオ番組『ナインティナインのオールナイトニッポン』（ニッポン放送）に出演。その際、リスナーから池谷の名前がしっくりこないとして改名を提案される。リスナーの個人的な好みで紹介された「フィット竹村」にナインティナインの2人とゲストで登場していた鈴木福も大喜びして盛り上がりを見せる[13]。その後、番組内でしばしばネタとして取り扱われている[14]。

## 来歴・エピソード
- 2人は横浜市立谷本中学校出身[15]で、中学の同級生。同じクラスになったことはなかったが、同じバスケットボール部員（2人とも控え）だった。高木は小学2年生の時にシンガーソングライターの秦基博が転校生として現れて以来、同級生の関係である。高木が教室の隅で息を潜めるような子どもだったのに対し、秦は野球が上手で面白くて絵が得意な上に歌唱力が異様に高くクラスの人気者となっていた。秦は高木に対しても優しく、そんな秦に憧れた高木は同じ中学に進むと秦を追ってバスケットボール部（秦は最終的に副キャプテン）へ入部、ここでバスケ部の同期である池谷と出会う。高木は秦に指名され、秦の友人と3人で文化祭においてコントを披露した事もあった[16]。
- 2人は成人式で再会。式後の飲み会で池谷はNSCに入るつもりでいること、高木は「やることが無い」と話したところ秦に「コンビを組んでお笑いやればいい」と勧められた。池谷は2人の差が無い方がいいと思い高木に「大学を辞めてくれ」と口説き、高木は大学を中退、2人でNSCへ入学。池谷は最初は高木とコンビを組む気は無く、NSCに入り相方を探そうとしていたが結局は高木とのコンビに落ち着いた[3]。
- 2007年大晦日の「ぐるぐるナインティナイン　おもしろ荘」（日本テレビ）を皮切りに、2008年「爆笑レッドカーペット」（フジテレビ）、『エンタの神様』（日本テレビ）などのネタ番組に出演しブレイク。[17]
- 2008年、ラップネタで大ブレイクするも[1]、その後2010年3月26日放送の『タカトシ×くりぃむのペケ×ポン』（フジテレビ）の「旬ものはどれだ」のコーナーでは「旬じゃない芸人ルーム」にいた。
- M-1グランプリツアー2009で、公演メンバーでないにも拘らず打ち上げ会場へ勝手に現れたという（しかも一番乗り）。ちなみにジョイマンは2009年大会では1回戦敗退だった。
- 2017年5月に配信された『HITOSHI MATSUMOTO presents ドキュメンタル』シーズン2（Amazonプライム・ビデオ）では出演していないにも拘らず、高木の写真が大活躍し「陰のMVP」と視聴者に囁かれた[18]。
- 2017年7月2日、バラエティ番組『しくじり先生 俺みたいになるな!!』（テレビ朝日）にコンビで出演[1]。高木は「勉強していい大学に入ったのに、何の役にも立っていない先生」として「エリート街道を歩いていたのに将来、極貧生活を送らないための授業」を展開。高学歴なのに極貧生活を送っている現状を語った。2017年7月時点で月収13万円で妻子を養っている高木は浮気をスクープされて人気が急落したり、一発屋と呼ばれ営業に行っても客が誰もいないエピソードを発表。また人生を自分で決めてこなかったため、今後どんな芸人になりたいかのビジョンがなく、この考えのなさが人生最大のしくじりだと猛省。「本当のエリートとは勉強ができる人ではなく、周りの人の気持ちや期待をくみとって自分で考えて行動ができる人」だと語り、今後は感謝の気持ちを持って芸人活動を続けていくと誓った[19]。
- 2019年12月、ミュージシャンである細野晴臣の音楽活動50周年記念イベントにゲスト出演。終盤で出演者とジョイマンダンスを披露したが、細野晴臣が踊り疲れアンコールをキャンセルするという「細野晴臣のイベント台無し事件」が発生。事件は2020年11月8日の「爆笑問題＆霜降り明星のシンパイ賞!!」（テレビ朝日）でCGで再現された[20]。
- 2021年8月3日、高木はTwitterで2015年4月開設以降コンビで続けてきたYouTube『ジョイマンチャンネル』から卒業すると発表。理由は「このチャンネルで踏める韻を全て踏み尽くしてしまったから」。チャンネルの名称も「ジョイマン池谷の孤独酒」に変更され、以降の配信内容も池谷単独での宅飲み配信となった。
- 所属する吉本興業内で2023年、2024年に年間営業出演回数の最高を記録した。新幹線の移動も営業の実績だけでグリーン席に昇格し、これは吉本で初の出来事だと話している[21]。

### サイン0事件について
- 2014年8月3日、町田モディにてサイン会を開催するも、参加者0人の「サイン会0人事件」が発生。Twitterにて写真が拡散され大きな話題になった[22]。
- 2021年8月20日、VRChat内のイベント『バーチャルマーケット6』にて、VR秋葉原駅構内でのバーチャルサイン会を実施。開催直前での告知にもかかわらず多数の参加者が集まり、7年前の「サイン会0人」事件のリベンジに見事成功した。なお参加者には後日実物のサイン色紙が配送された[23]。
- その後2022年5月28日、同じ町田モディで、「リベンジサイン会」を開催[24][25]。早朝に整理券が100枚全て配布され、多くのファンで大盛況、見事8年前のリベンジに成功した[26][27][28][29]。

## 芸風
- 元々は普通のコントをやっていたが、ウケないネタが多かった中でネタに挿入するような形でやっていたラップの部分がウケていた。そこで2006年頃からは、そのラップ部分だけを広げたスタイルのコント[3]を定番としている。流れとしては以下の通り。

1. 様々なシチュエーションからコントに入るが、池谷がシチュエーションに合わせた役柄を演じるのに対し、高木は一貫して長袖の白シャツ姿で唐突に登場する。この時、池谷は「なんだこいつ～!」と叫ぶ。
2. 高木の登場パターンは『ありがとう オリゴ糖』『クリントン 20トン』『バーバリー マーガリン』のように、語調や韻を踏んでいるだけで意味を持たないナンセンスな歌詞を唄いながら、気の抜けたラップを繰り出して踊るというもの。一通りフレーズを出すと『セイ!』と言って池谷にネタを振る。
3. 登場時に高木が繰り出す歌詞は、一応池谷が冒頭に振ったシチュエーションに絡んだ内容だが、池谷がツッコむ度に内容はどんどんあらぬ方向へ脱線していく。
4. 2016年頃からラップの方向性が変わり、高木が白塗りのデーモン（悪魔）に扮した低音ラップ「ゴートゥーヘル」を披露したり、『武田信玄 クズ人間』『家康 ボケナス』『秀吉 ウジ虫』など歴史上の人物をかなり辛辣に罵倒する歌詞が多くなった。池谷がツッコミながらも歴史上の人物にフォローを入れる場合が多い。

- 出だしやブリッジ部分の『ナナナナー、ナナナナー』（または『ララララー、ララララー』）、『いきなり出てきてゴッメ〜ン まことにすいまメ〜ン』など。
  - 『爆笑レッドカーペット』でアンガールズとコラボする際は、アンガールズの2人が高木と同じような格好で登場し、「いきなり増えてゴメ〜ン　まことにすいまメ〜ン」と言った。
- M-1グランプリへの出場経験があるように漫才も時折披露する[30]。

## 出囃子
globe「Joy to the love」
以前は東京事変の「黒猫道」を使用していた。

## 出演作品

### テレビ番組
レギュラー、不定期出演
- ぐるぐるナインティナイン（日本テレビ） - 『おもしろ荘へいらっしゃい!』コーナーレギュラー。
- 爆笑ピンクカーペット（フジテレビ） - 第3回MVP受賞、キャッチコピーは「脱力系エクササイズ」。
- 爆笑レッドカーペット（フジテレビ）キャッチコピーは「クセになる脱力系ラップ」。コラボカーペットでアンガールズと共演。
- エンタの神様（日本テレビ） - キャッチコピーは「ノッてる楽陥ism（らっかんしゅぎ）」。
- ウンナン極限ネタバトル! ザ・イロモネア 笑わせたら100万円（2008年12月6日、TBSテレビ） - 『ゴールドラッシュ』に出演。3週勝ち抜き、本戦出場権獲得。
- ロンドンハーツ（テレビ朝日） - 『タレコミ奉行』のコーナーに出演。
- めちゃ×2イケてるッ!（2017年2月4日、フジテレビ）
- スマートフォンデュ（2018年8月31日、テレビ朝日）
- ジョイマンの飯たび（2022年1月15日〜、成田ケーブルテレビ） - 最新放送回は1ヶ月限定で成田ケーブルテレビの公式YouTubeチャンネルでも視聴可能[31][32][33]。
- おはスタ（2024年9月 - 、テレビ東京） -  水曜日のお笑いトーナメント「あさ‐1グランプリ」 などに不定期出演。

高木
- おはスタ（2009年4月 - 、テレビ東京） - CGでムッシーとして出演。
- バカソウル（テレビ東京） - ユニット「吉本三大蜃気楼」の一員として出演。
- ストレッチマンGO!（2024年4月4日 - 、NHK Eテレ） - のぉ～り～役。

主なゲスト出演番組
- しくじり先生 俺みたいになるな!!（2017年7月2日、テレビ朝日）
- オールスター後夜祭（2018年10月7日[34]、2019年4月7日[35]、TBS）
  - 高木は『赤坂5丁目 キューカット選手権』で優勝し、2代目チャンピオンとなり5万円を獲得した。
- 細野晴臣イエローマジックショー2（2019年1月1日、NHK BS4K／1月2日、NHK BSプレミアム[36]）
- 激レアさんを連れてきた。（2021年1月18日、テレビ朝日） - 「同級生の大物ミュージシャン秦基博に人生を何度も救われてきた人」として高木がゲスト出演[37]。
- 行列のできる法律相談所（2021年5月23日、日本テレビ） - ジョイマンの大ファンである女優の明日海りおとコラボダンスを披露[38]。
- プレバト!!（2021年8月19日、MBS・TBS系） - 「俳句の才能査定ランキング」に高木が挑戦[39]。
- 有吉ゼミ（日本テレビ、2021年9月27日〜）デカ盛りチャレンジに不定期で池谷が挑戦。
- 2022 ジョイマン 開運！（2022年1月1日、中海テレビ） - 冠特番[40][41][33]。
- もう中学生のおグッズ！（2022年1月24日〜、テレビ朝日）高木がもう中学生の友人「高ちゃん」として不定期でゲスト出演。
- にちようチャップリン（2022年2月6日、テレビ東京） - ジョイマン企画として「なんだこいつ〜！！フェスティバル」を開催。
- 鉄オタ選手権 2時間SP!鉄道開業150年&JR東日本・新幹線の陣（2022年10月15日、NHK BSプレミアム）
- あちこちオードリー（2023年10月4日、テレビ東京）[42]
- ニンゲン観察バラエティ モニタリング（2025年7月3日、TBS） - トランポリン日本代表の西岡隆成、トランポリンプレイヤーの中田大輔と共演。

ドラマ
- 連続ドラマ小説 木下部長とボク 第5話（2010年2月11日、日本テレビ） - ゲイ役（高木のみ）
- ボーイフレンド降臨! 第2話 (2022年10月22日、テレビ朝日） - 司会者 役（高木）・インコの声（池谷）[43]
- 連続テレビ小説 らんまん  (2023年8月8日、14日、NHK総合)　- 郵便配達員 役 (高木)[44]

### ラジオ番組
- 芸人お試しラジオ「デドコロ」（2023年6月 - 7月、火曜会）

### インターネット番組
- 街録ch〜あなたの人生、教えて下さい〜（2021年、YouTube番組） - 高木のみ

### CM
- ユニー・アピタ 初売り（2008年12月 - 2009年1月）
- UHA味覚糖 e-maのど飴（2009年3月7日）
- アンファー「薬用スカルプD」（2016年12月21日）
- NISSAN×行列のできる法律相談所 日産・リーフ（2018年12月23日） - 番組コラボレーションCM
- ルーデル「ドラゴンエッグ 仲間との出会い」（2020年7月25日）
- バンダイ「データカードダス 最響カミズモード!」（2020年9月18日）
- P&G「アリエール消臭＆抗菌ビーズ」（2021年3月8日） - Web動画[45]
- モスバーガー「ササッとジョイマン！2倍速篇」（2021年4月1日） - Web動画および「モスのネット注文」キャンペーンサイト[46]
- サントリーフーズ「ペプシ生」「#おつかれサマーウイカ」（2021年6月22日） - TwitterキャンペーンおよびWeb動画。ファーストサマーウイカと共演[47]。
- 日清食品「どん兵衛」「M-1優勝お祝いセール　たとえばジョイマン優勝篇」（2021年12月19日） - M-1グランプリ2021放送中のCMにコンビで出演。
- サントリーフーズ「ペプシ BIG＜生＞」 「ペプシ BIG＜生＞タダ!?の歌（ムーディ勝山＆ジョイマン編／入れ替わり編／ジョイマン編）」（2022年3月14日）TwitterキャンペーンおよびWeb動画。コンビでムーディー勝山と共演[48]
- JR東日本 上越新幹線速度向上記念キャンペーン（2023年）
- セガ「Atlas Fallen」日本語版Web CM 共闘篇（2023年[49]）
- 日清ヨーク「ピルクルミラクルケア」「夜中にジョイマン 篇」（2024年3月10日）[50]
- ベネッセ 進研ゼミ（2025年3月）
- 善都 パチンコホール「ZENT」（2025年5月17日）[51]

### 舞台
- 舞台 ハイスクール!奇面組（2017年6月1日 - 4日、全労済ホールスペース・ゼロ） - 大間仁 役[52][53] （高木）
  - 舞台 ハイスクール!奇面組2 〜嵐を呼ぶ変態ライバル対決〜（2018年8月2日 - 10日、草月ホール）[53] （高木）
  - 舞台 ハイスクール!奇面組3 〜危機一髪!修学旅行編〜（2020年11月18日 - 23日、草月ホール）[54]（高木）

### 書籍
- ジョイマン! なにマン?（ぴあ、2009年3月7日、ISBN 978-4835617275）
- ななな 高木晋哉 （著）（晩聲社、2013年1月29日、ISBN 978-4891883560）
- ここにいるよ ジョイマン・高木のツイート日記 2010-2020 （発行:ヨシモトブックス、発売:ワニブックス、2022年3月17日、ISBN 978-4847071669）

## 配信限定シングル
| 発売日        | タイトル       | レーベル |
| ------------- | -------------- | -------- |
| 2023年5月17日 | ジョイササイズ | 吉本興業 |